# 158 î.Hr.

## Nașteri
- dată necunoscută: Gaius Marius  (d. 86 î.Hr.)